# Noticia

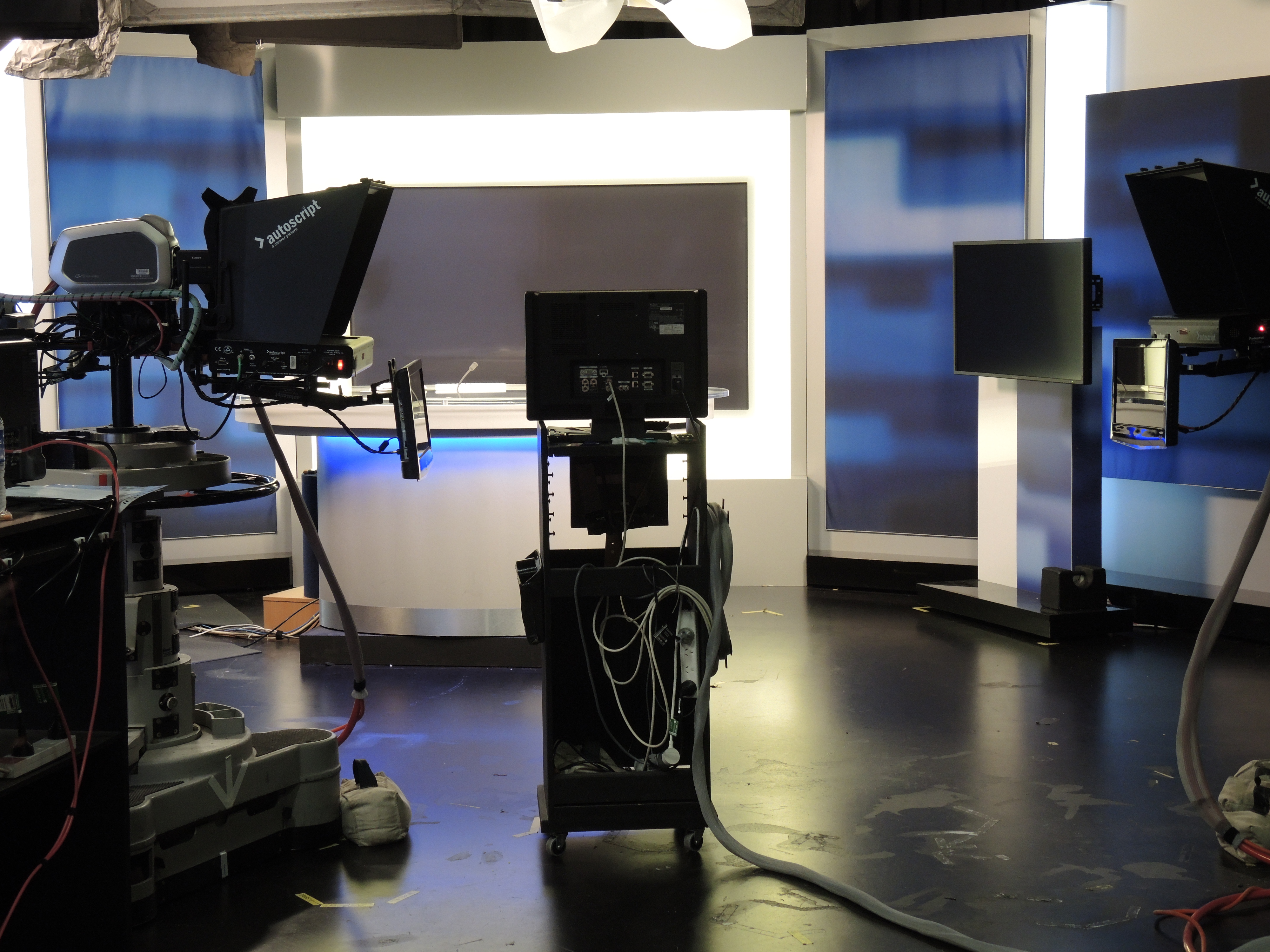
Estudio de televisión de la cadena ABC en Perth, Australia.

Una noticia es un relato o escrito sobre un hecho actual y de interés público, es un texto objetivo y difundido a través de los diversos medios de comunicación social (prensa, radio, televisión, internet, entre otros). Es la narración de los acontecimientos que interesan al mayor número de lectores con o sin conexión a dichos sucesos. Según Álex Grijelmo "la noticia en estado puro viene dada siempre por un acontecimiento sorprendente, estremecedor, paradójico o trascendental y, sobre todo, reciente".
A menudo se confunde con la nota periodística que es propiamente un género periodístico donde se aborda la noticia. La nota periodística es un texto informativo por excelencia y es en el que mejor se aplica aquello de las características indicadas para la redacción de una noticia. Es decir, aquí es donde funciona plenamente el recurso de las seis W y la redacción con el formato de pirámide invertida.

## Significado

### Etimología
La palabra "noticia" deriva de la palabra notitia del latín  (algo que se da a conocer, notoriedad), formada con sufijo -itia a partir de (g)notus (como en nota), del verbo (g)noscere (conocer).

### Novedad
La palabra noticia suele connotar la presentación de información nueva.La novedad de las noticias les confiere una cualidad incierta que las distingue de las investigaciones más cuidadosas de la historia o de otras disciplinas académicas. Mientras que los historiadores tienden a ver los acontecimientos como manifestaciones causalmente relacionadas de procesos subyacentes, las noticias tienden a describir los acontecimientos de forma aislada, y a excluir la discusión de las relaciones entre ellos. Las noticias describen de forma llamativa el mundo en el presente o en el pasado inmediato, incluso cuando los aspectos más importantes de una noticia han ocurrido hace mucho tiempo -o se espera que ocurran en el futuro-. Para ser noticia, un proceso en curso debe tener una "clavija", un acontecimiento en el tiempo que lo ancle al momento presente. En relación con esto, las noticias suelen abordar aspectos de la realidad que parecen inusuales, desviados o fuera de lo común. De ahí la famosa sentencia de que "El perro muerde al hombre" no es noticia, pero "El hombre muerde al perro" sí lo es.
Otro corolario de la novedad de las noticias es que, a medida que las nuevas tecnologías permiten a los nuevos medios difundir noticias con mayor rapidez, las formas de comunicación "más lentas" pueden alejarse de las "noticias" y acercarse al "análisis".

### Bien de cambio
Según algunas teorías, "noticia" es cualquier cosa que venda la industria periodística. El periodismo, entendido en sentido amplio en la misma línea, es el acto u ocupación de recopilar y proporcionar noticias. Desde una perspectiva comercial, las noticias son simplemente un insumo, junto con el papel (o un servidor electrónico) necesario para preparar un producto final para su distribución.Una agencia de noticias suministra este recurso "al por mayor" y los editores lo mejoran para la venta al por menor.

### Tono
La mayoría de los proveedores de noticias valoran la imparcialidad, la neutralidad y la objetividad, a pesar de la dificultad inherente de informar sin sesgos políticos. La percepción de estos valores ha cambiado mucho con el tiempo a medida que el 'periodismo sensacionalista' ha ido ganando popularidad. Michael Schudson ha argumentado que antes de la era de la Primera Guerra Mundial y el auge concomitante de la propaganda, los periodistas no eran conscientes del concepto de sesgo de los medios| sesgo en la información, y mucho menos lo corregían activamente. A veces también se dice que las noticias retratan la verdad, pero esta relación es elusiva y matizada.
Paradójicamente, otra propiedad comúnmente atribuida a las noticias es el sensacionalismo, el enfoque desproporcionado y la exageración de historias emotivas para el consumo público.  Estas noticias tampoco son ajenas al cotilleo, la práctica humana de compartir información sobre otros seres humanos de interés mutuo. Un tema sensacionalista habitual es la violencia; de ahí otro dictum noticioso, "si sangra, conduce".

### Noticia
La noticiabilidad se define como un tema que tiene suficiente relevancia para el público o una audiencia especial como para justificar la atención o la cobertura de la prensa.
Los valores de las noticias parecen ser comunes en todas las culturas. La gente parece interesarse por las noticias en la medida en que tienen un gran impacto, describen conflictos, suceden cerca, implican a personas conocidas y se apartan de las normas de los sucesos cotidianos. La guerra es un tema habitual en las noticias, en parte porque implica sucesos desconocidos que podrían suponer un peligro personal.

## Preguntas que debe responder la redacción de la noticia
Es necesario que una noticia responda seis preguntas básicas, formuladas como las seis W, o las cinco W y la H por sus iniciales en inglés. De esta manera, los lectores, televidentes, radioescuchas y cibernautas podrán comprender la veracidad del acontecimiento.
A la estructura de redacción de una noticia se le conoce como "pirámide invertida"?. Es necesario que la información que se presenta responda seis preguntas básicas, formuladas como las seis W, o las cinco W y la H por sus iniciales en inglés. De esta manera, los lectores, televidentes, radioescuchas y cibernautas podrán comprender la veracidad del acontecimiento.
1. ¿Qué?: es el hecho en sí mismo. ¿Qué ha sucedido? ¿De qué se trata?[31]
2. ¿Quién?: refiere a protagonistas, los antagonistas y personajes que hacen a la noticia. ¿Quién o quiénes son los protagonistas o sujetos de la noticia?.[32]
3. ¿Cómo?: descripción de las circunstancias y la manera en que se han presentado los hechos. ¿Cómo ha sucedido?[33]
4. ¿Cuándo?: refiere a la acción, a un tiempo concreto (inicio, duración y final). ¿Cuándo ocurrió? ¿En qué momento sucedió?[34]
5. ¿Dónde?: refiere al lugar o espacio en el que se desarrolló el hecho. ¿Dónde ocurrió?.
6. ¿Por qué?: presenta las razones que han originado los hechos, describe sus antecedentes.

## Construcción de la noticia
Es el conjunto de hechos que sucedieron, ya que una noticia no es el texto para divulgar la información si no es el mismo hecho que sucedió .

## Características principales

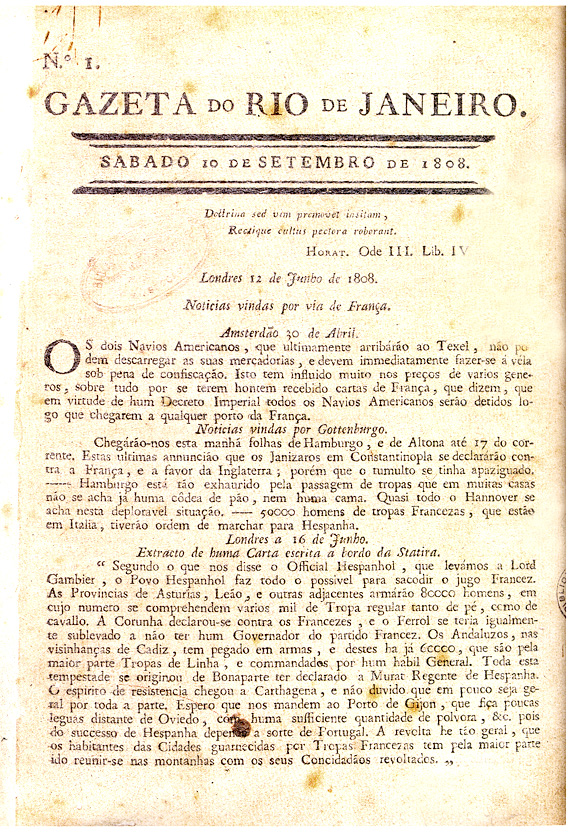
Primer diario publicado en Brasil.